# Дорога в рай (фильм, 1993)
«Дорога в рай» — российский фильм 1993 года режиссёра Виталия Москаленко по его же сценарию.

## Сюжет
События развиваются в Москве летом 1957 года в период проведения Всемирного фестиваля молодёжи и студентов. 
Игорь Синицкий, студент МГУ и талантливый джазмен, живет у дяди, академика Лернера. Работой академика интересуется иностранная разведка. Похитить секретные документы поручено очаровательной француженке русского происхождения Мишель Бертомье. В свою очередь, КГБ делает Игоря своим осведомителем. Но ни западная разведка, ни КГБ не учли, что между молодыми людьми может появится настоящее чувство.

## В ролях
- Иван Волков — Игорь Синицкий, студент МГУ, джазмен
- Наталья Петрова — Мишель Бертомье
- Богдан Ступка — Владимир Наумович Лернер, дядя Игоря, академик
- Алексей Гуськов — Евгений Николаевич Терентьев, сотрудник госбезопасности
- Алексей Кортнев — Андрэ (Оскар Соланж), жених Мишель Бертомье
- Алиса Признякова — Маша
- Светлана Коркошко — мать Игоря
- Амалия Мордвинова — певица
- Глеб Плаксин — референт
- Пётр Меркурьев — шифровщик

## Критика
«Дорога в рай» поставлена с чувством стиля. Так же, как и «Русский регтайм» Сергея Урсуляка, фильм Виталия Москаленко не претендует на психологическую глубину и аналитичность. Это просто любовно-шпионская «story», навеянная ностальгией по «оттепели» конца 50-х…— кинокритик Александр Фёдоров